# ستيفان كارل ستيفانسون
ستيفان كارل ستيفانسون (9 يوليو 1975 - 21 اغسطس 2018)، ممثل أيسلندي ولد في هافنارفيوردور. مثل في مسلسل ليزي تاون عام 2004-2007 و2013-2014 بدور الشرير روبي روتن. عاش ستيفان في لوس انجلوس مع زوجته وبناته الثلاثة وابن واحد.
نال في 2018 وسام الصقر من رئيس أيسلندا.

## وفاته
تم تشخيص مرضه سنة 2016 بسرطان الأوعية الصفراوية، وخضع سنة 2017 لعملية جراحية، وعاوده المرض سنة 2018. توفي في 21 أغسطس 2018.

## روابط خارجية
- ستيفان كارل ستيفانسون على موقع IMDb (الإنجليزية)
- ستيفان كارل ستيفانسون على موقع ألو سيني (الفرنسية)
- ستيفان كارل ستيفانسون على موقع ميوزك برينز (الإنجليزية)
- ستيفان كارل ستيفانسون على موقع أول موفي (الإنجليزية)
- ستيفان كارل ستيفانسون على موقع قاعدة بيانات برودواي على الإنترنت (الإنجليزية)
- ستيفان كارل ستيفانسون على موقع ديسكوغز (الإنجليزية)
- ستيفان كارل ستيفانسون على موقع قاعدة بيانات الفيلم (الإنجليزية)
- ستيفان كارل ستيفانسون على موقع كينوبويسك (الروسية)